# Polar (satellite)
Pour les articles homonymes, voir polar.
Polar (en français polaire) est un  satellite scientifique développé par  la NASA et chargé d'étudier le rôle de l'ionosphère dans les sous-tempêtes magnétiques ainsi que dans les échanges d'énergie qui se produisent dans l'ensemble de la magnétosphère terrestre. Le satellite placé sur une orbite polaire haute le 24 février 1996  par un lanceur Delta II est resté opérationnel jusqu'en avril 2008. Polar faisait partie du programme spatial international ISTP dont l'objectif était de mesurer de manière simultanée à l'aide de plusieurs satellites les interactions entre le vent solaire et le champ magnétique terrestre.

## Contexte et objectifs

### Le programme ISTP
Polar faisait partie d'une série de satellites scientifiques lancés dans les années 1990 pour effectuer des observations conjointes des interactions entre le vent solaire et le champ magnétique terrestre. Ce programme scientifique international baptisé ISTP comprend également les satellites WIND (NASA), GEOTAIL (NASA/JAXA), Cluster (ESA), SoHO (ESA/NASA), Equator-S (Allemagne) et Interbol (en) (Russie).

### Objectifs
Au sein de la flotte des satellites du programme ISTP Polar avait pour objectif  d'étudier le rôle de l'ionosphère dans les sous-tempêtes magnétiques ainsi que dans les échanges d'énergie qui se produisent dans l'ensemble de la magnétosphère terrestre. Les instruments du satellite ont effectué des mesures des entrées de plasma et leur transport dans le cornet nord côté jour aux hautes latitudes terrestres et au-dessus du pôle sud.

## Caractéristiques techniques
Polar est un satellite de forme cylindrique de 2,4 mètres de diamètre pour 1,8 mètre de hauteur construit par  la division « Astro Space» de Martin Marietta. WIND est un satellite stabilisé par rotation  à une vitesse de 10 tours par minute autour de son axe qui est maintenu perpendiculaire au plan de l'écliptique. Une plateforme qui sert de support à certains instruments (imageurs notamment) nécessitant que leur champ optique soit fixe est fixée au sommet du satellite et tourne à contresens. Les parois du satellite sont recouvertes de cellules solaires qui fournissent 440 watts d'électricité dont 186 W sont utilisés par les instruments scientifiques. Le satellite a une masse de 1 297 kg dont 269 kg d'ergols et 264 kg de charge utile. Il est conçu pour une durée de vie minimale de 2 ans. Les données scientifiques sont stockées sur un enregistreur numérique d'une capacité de 1,3 gigabits et retransmises  avec un débit compris entre 56 et 512 kilobits. Polar est le satellite jumeau de WIND.

## Instruments scientifiques
Polar emporte 11 instruments scientifiques représentant une masse de 264 kg :
Cinq instruments étudient les champs électromagnétiques locaux à basse fréquence :
- Les deux magnétomètres fluxgate MFE (Magnetic Field Experiment)
- L'instrument de mesure des champs électriques EFI(Electric Fields Instrument)
- L'instrument de mesure des ondes de plasma PWI(Plasma Wave Instrument)
- L'instrument d'analyse des électrons à basse énergie et des ions HYDRA (Hot Plasma Analyzer Experiment)
- L'instrument double TIDE/PSI (Thermal Ion Dynamics Experiment / Plasma Source Investigation) chargé d'étudier les ions à basse énergie transitant dans l'ionosphère.

Trois instruments chargées d'étudier les populations de particules associées aux champs électromagnétiques :
- Le spectrographe imageur TIMAS (Toroidal Imaging Mass-Angle Spectrograph)
- L'instrument de mesure de la masse et de la charge des ions présents dans la magnétosphère CAMMICE (Charge and Mass Magnetospheric Ion Composition Experiment)
- L'instrument CEPPAD (Comprehensive Energetic-Particle Pitch Angle Distribution) chargé de détailler le spectre énergétique et la distribution angulaire et énergétique des particules.

Trois imageurs chargés de fournir une vision globale des processus qui interagissent avec la haute atmosphère :
- La caméra ultraviolet UVI (Ultraviolet Imager)
- La caméra en lumière visible VIS (Visible Imaging System)
- La caméra PIXIE (Polar Ionospheric X-ray Imaging Experiment) chargée d'évaluer le rayonnement X émis par la haute atmosphère

## Déroulement de la mission
Polar a été lancé le 24 février 1996  par une fusée Delta II 7925-10 depuis le pas de tir 2W situé sur la  base de lancement de Vandenberg, située à Lompoc, Californie. Le satellite a été placé sur une orbite polaire (inclinaison de 86°  très elliptique parcourue en 18 heures avec un apogée et un périgée situés respectivement à 9 fois (55 600 km) et 2 fois le rayon terrestre (11 500 km). Initialement situé au-dessus de la région polaire boréale, l'apogée s'est lentement déplacée vers le sud, en raison d'environ 16° par an. Les manœuvres effectuées en février 2008 ont utilisé les dernières réserves d'ergol disponibles .

## Résultats
Polar a recueilli des images d'aurores polaires dans de multiples longueurs d'onde. Elle a également mesuré la quantité de plasma entrant dans les régions polaires de la magnétosphère, le flux de ce dernier dans l'ionosphère ainsi que l'entrée d'autres particules chargées dans cette dernière et dans la haute atmosphère. Pour la première fois toute la séquence d'événements initiée par les sous-tempêtes magnétiques jusqu'à la génération des aurores polaires a pu être observée de manière détaillée. Les données recueillies ont ainsi permis de déterminer que les tempêtes solaires déposaient une telle quantité d'énergie dans l’ionosphère que celle-ci s'étendait jusqu'à remplir complètement la magnétosphère. Les instruments de Polar ont été utilisés durant la mission primaire du satellite THEMIS entre janvier et avril pour son étude de la queue magnétique.